# Nyctemera assimilis
Nyctemera assimilis là một loài bướm đêm thuộc phân họ Arctiinae, họ Erebidae.